# ارهارد برنر
ارهارد برنر (به آلمانی: Erhard Berner) (زاده
۱۲ سپتامبر ۱۸۹۴ - مرگ ۲۵ ژوئیه ۱۹۶۰) یک ژنرال آلمانی در دوره رایش سوم و آخرین فرمانده لشکر ۷۶ پیاده ورماخت بود.